# Дисплазија кукова (ветерина)
Дисплазија кукова (HD) је термин који означава бројне специфичне развојне и друге аномалије које обухватају зглоб кука. Дисплазија доводи до тешких здравствених проблема и као таква је озбиљан разлог за забринутост одгајивача и власника паса. То је једно од најчешће дијагностикованих ортопедских обољења код паса и често доводи до остеоартритиса (дегенеративно обољење зглобова). На дијагностици дисплазије се инсистира пре свега зато што је она наследно обољење, па према томе оболеле јединке имају велику шансу да овај проблем пренесу на потомство, а самим тим да се ова тешка болест шири и умножава.

## Историја
Од средине 1960-их година, ветеринари су суочени са растућим бројем обољења која се појављују већ у раном периоду живота паса. Дисплазија кукова (HD) је била прва болест која је препозната широм света и шема за њено најраније откривање је већ дуже време установљена широм света.

## Узроци
Узроци овог обољења су врло сложени и неки од њих нису још потпуно разјашњени. Зна се да неколико предиспонирајућих фактора има велики значај:
- наслеђе и генетичке карактеристике (оба родитеља имају подједнаку улогу у преношењу овог обољења)
- рани, брзи раст јединке и нагло повећање телесне масе
- прекомерна и неизбалансирана исхрана (превише калорија, витамина, минерала и протеина)

## Дијагноза
Дисплазија кукова (HD) се дијагностикује рендгенским снимањем. Врло је важно схватити да су неке јединке отпорније од других и да сви не показују једнаке симптоме. Самим посматрањем не може се дати адекватна оцена да ли неки пас болује од ових обољења или не. Клиничким прегледом се може поставити сумња на ова обољења, али опет не код свих јединки. Једини начин да се дисплазија кукова потпуно искључи или установи и да се одреди у којем је степену присутна је радиографски - употребом рендгенског апарата.
Рендгенским снимањем добија се фотографски запис анатомских структура које се прегледају и њихов међусобни однос, као и присуство и степен евентуалних секундарних промена. Рендгенско снимање се обавља у ветеринарским установама (амбуланте, праксе, клинике, ветринарске болнице итд.) под ветеринарским надзором. Не постоје посебни захтеви у погледу специјалности ветеринара и опреме која се користи да би пас могао бити рендгенски снимљен, али постоје јасни захтеви у погледу квалитета рендгенског снимка који се шаље на даљу процену. Рендгенски снимак мора бити јасно обележен, датиран и на њему мора бити „одштампан“ (не накнадно уписан или утиснут) тетовир број, број микрочипа или други број под којим је пас заведен и идентификован.
Клиничка пракса је показала да пас мора бити дубоко седиран или уведен у општу анестезију ради што бољег позиционирања и лакше манипулације као и због веће сигурности пса, власника и особља које ради. Адекватну позицију кукова је готово немогуће постићи без специјалне опреме (позиционери и помоћна средства) и одговарајуће стручности. Док је за процену дисплазије кукова (DCF - HD) довољно направити један рендгенски снимак карлице и кукова, за одређивање степена лакатне дисплазије потребно је урадити два или три рендгенска снимка са различитим позицијама. Снимају се лактови обе ноге. Ово је неопходно да би све абнормалности биле идентификоване и да би све стране зглоба биле прегледане. Правилно позиционирање пса је неопходно и представља основу овог прегледа и то је једино могуће постићи или дубоким седирањем пса или увођењем у општу анестезију. Ветеринар ће рендгенски снимак уз сву потребну документацију послати на званичну процену и резултат ће бити унесен у родовник пса.
Научни одбор ФЦИ (Интернационално кинолошко удружење) је прописао класификациони протокол по којем се врши процена дисплазија. Кукови се бодују процењујући различите анатомске структуре и сврставају у 5 различитих степена HD. Све развијене светске и европске земље, чланице ФЦИ, имају оформљене независне ветеринарске комисије које врше процену снимака. Ветеринарске комисије морају бити признате од научног одбора ФЦИ и Европског Ветеринарског колеџа.
Врло је важно схватити да кинолошке организације (клубови, друштва, савези итд.) немају апсолутно никакву надлежност нити су стручно оспособљени приликом самог процеса снимања и процене снимака. То је посао ветеринара који су за то одговорни, а на кинолошким организацијама је да резултате снимања (не само HD) исправно искористе приликом вођења узгојне политике и вредновања паса.
Неопходно је да сви снимци који буду снимљени под захтевом прегледа на HD буду вредновани и званично процењени, без обзира на понекад евидентно стање ових анатомских структура. Ово је једини начин да процена кукова има смисао и бит ће успешна ставка у контроли ових озбиљних обољења.

## Ерадикација болести
У приплоду се могу користити једино здраве јединке и једино тако ризик од појаве и преношења ових обољења може бити знатно смањен и под контролом.
Власник који жели да подвргне пса рендгенском прегледу треба да контактира ветеринарску установу која ће извршити преглед. Ветеринар ће дати детаљна упутства о процедури обзиром да се рендгенско снимање врши у општој анестезији.
Власник пса је дужан да донесе на увид комплетну документацију пса и дужан је да омогући идентификацију пса коју проверава ветеринар. Власник потписује одговарајући документ у коме гарантује идентитет пса и даје сагласност да се резултати снимања објаве јавно.
Минимална старосна доб за снимање пса на HD је 12 месеци. Горња старосна граница не постоји. Неки одгајивачи и власници практикују снимање паса у старости између 6 и 8 месеци ради добијања тзв. „предснимка“ који омогућава ранији увид у здравствено стање пса и евентуално предузимање даљих адекватних мера.
Трошкови процедуре обухватају трошкове ветеринарске установе која врши снимање, трошкове које наплаћује овлашћена комисија за процену снимка, административне трошкове кинолошких организација, манипулативне и поштанске трошкове.
Међусобна сарадња и едукација ветеринара, кинолошких организација, генетичара, статистичара, одгајивача и власника при којој свако има своја овлашћења и одговорности једини је исправан начин на који ова обољења могу бити правовремено дијагностикована и третирана, без озбиљнијих последица по псе и све горе наведене.